# Otuzco (provincie)
Otuzco is een provincie in de regio La Libertad in Peru. De provincie heeft een oppervlakte van 2.111 km² en telt 91.713 inwoners (2015). De hoofdplaats van de provincie is het district Otuzco.

## Bestuurlijke indeling
De provincie Otuzco is verdeeld in tien districten, UBIGEO tussen haakjes:
- (130602) Agallpampa
- (130604) Charat
- (130605) Huaranchal
- (130606) La Cuesta
- (130608) Mache
- (130601) Otuzco, hoofdplaats van de provincie
- (130610) Paranday
- (130611) Salpo
- (130613) Sinsicap
- (130614) Usquil

Ascope · Bolívar · Chepén · Gran Chimú · Julcán · Otuzco · Pacasmayo · Patáz · Sánchez Carrión · Santiago de Chuco · Trujillo · Virú